# Trepang japoński
Trepang japoński (Apostichopus japonicus) – gatunek strzykwy z rzędu trepangowców. Występuje licznie, często w dużych zgrupowaniach, w północno-zachodnim Pacyfiku wzdłuż wybrzeży Japonii, Półwyspu Koreańskiego, Chin i dalekowschodniej Rosji, na głębokości do 200 m. Preferuje piaszczyste dno wśród skał. Żyje do 5 lat. Przy wzroście temperatury otoczenia powyżej 20 °C (do ok. 24 °C) zapada w stan estywacji
Ciało o maksymalnej długości 40 cm, o ubarwieniu w trzech typach: czerwonym, zielonkawym i ciemnobrunatnym. Część brzuszna jest zawsze jaśniejsza. Jest poławiany komercyjnie w celach konsumpcyjnych. Wzdłuż wybrzeży północnych Chin upowszechniła się hodowla tego gatunku w akwakulturze. Wypatroszone i dobrze wysuszone ciało tej strzykwy zawiera do 52% białka.